# Чотири вікові дуби (Прилуки)
Чоти́ри вікові́ дуби́ — ботанічна пам'ятка природи місцевого значення в Україні. Розташована в межах міста Прилуки Чернігівської області, на вулиці Костянтинівській, біля будинку № 93. 
Площа 0,02 га. Статус надано згідно з рішенням Чернігівського облвиконкому від 06.04.1971 року № 168; від 10.06.1972 року № 303; від 27.12.1984 року № 454; від 28.08.1989 року № 164. Перебуває у віданні КП електромереж зовнішнього освітлення «Міськсвітло». 
Статус надано для збереження чотирьох екземплярів вікових дубів.

## Галерея

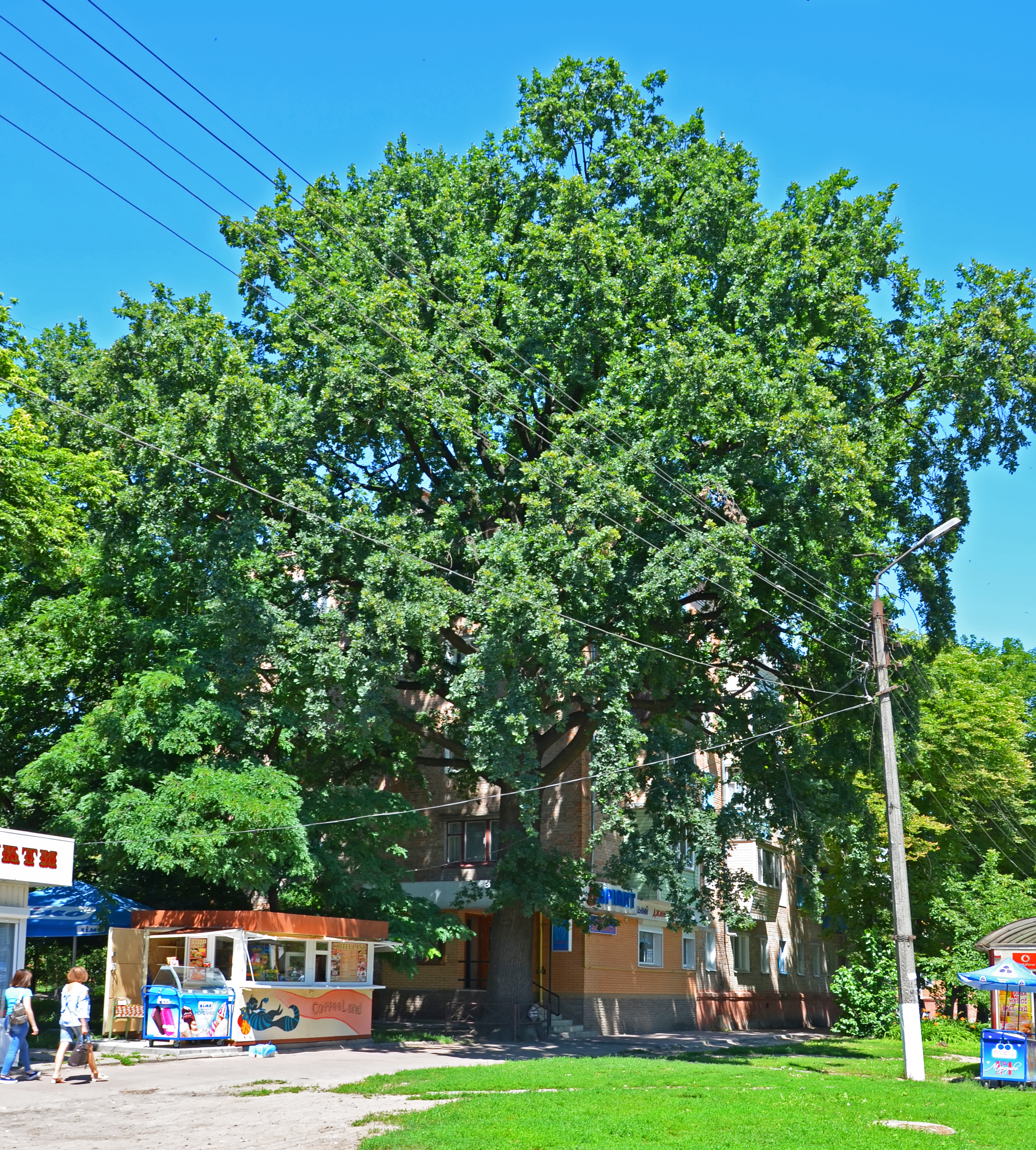
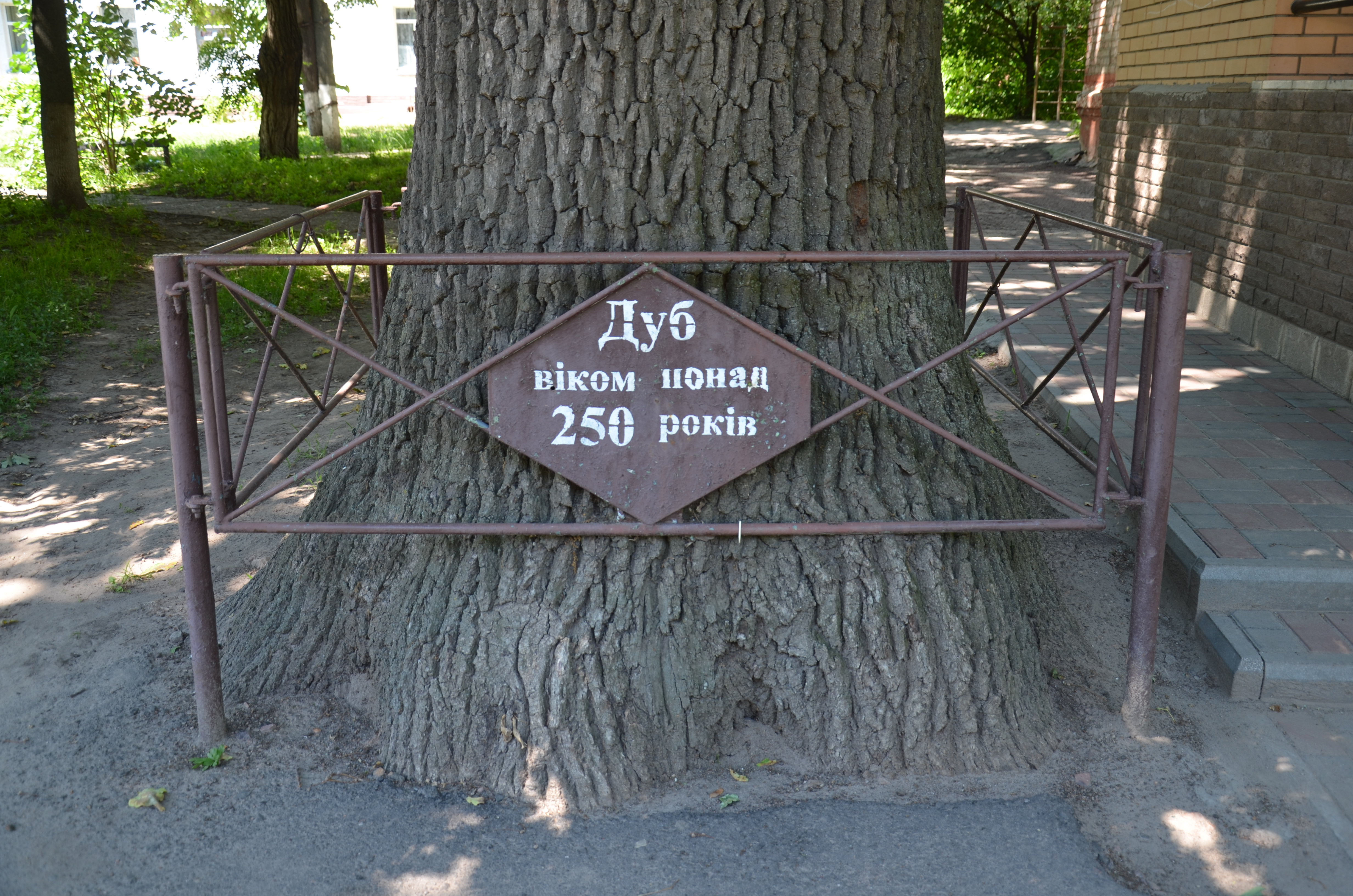
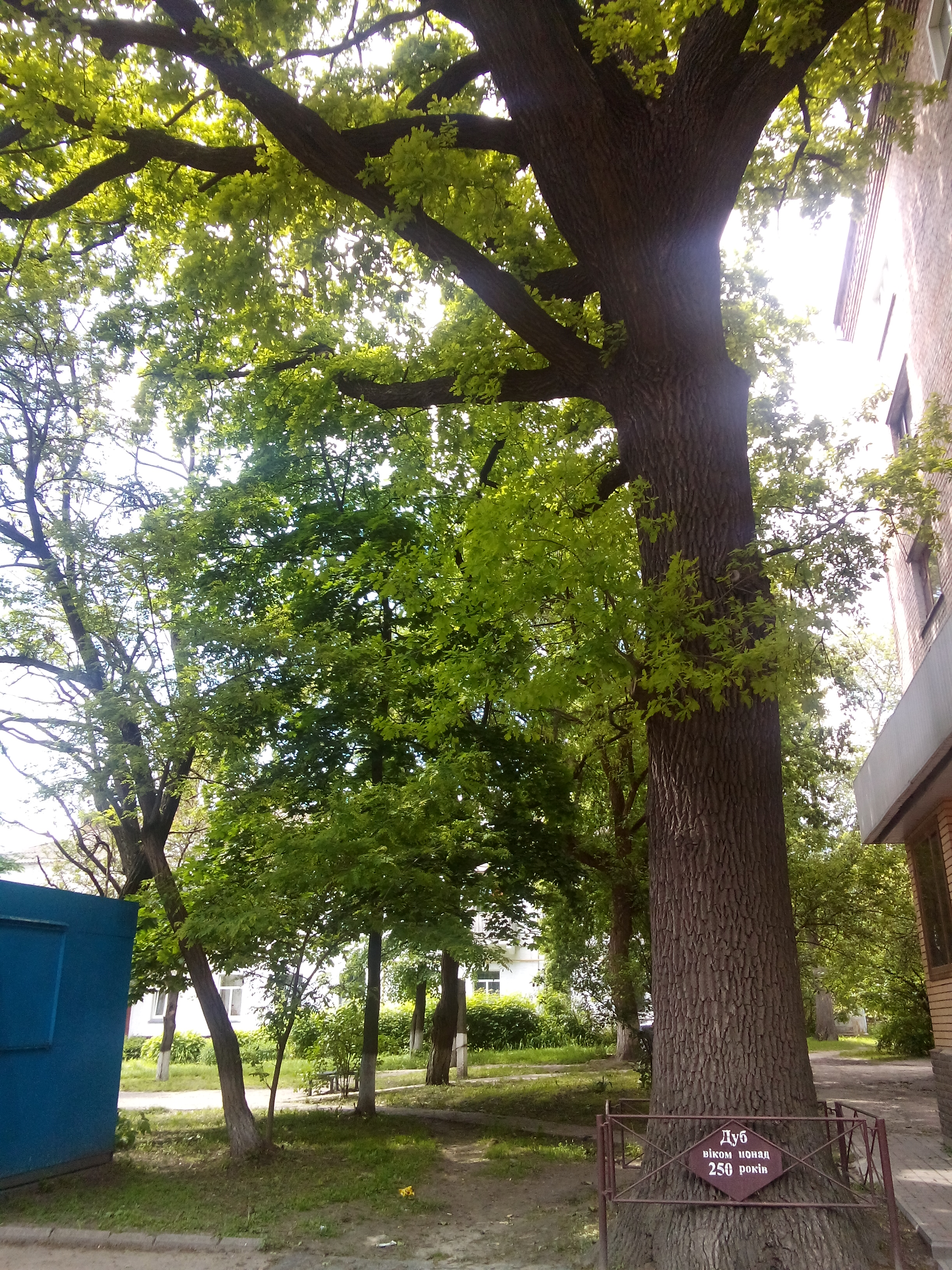